# 尹姓
尹姓是個古老的姓氏。在宋代成書的《百家姓》中排第100位。

## 尹姓起源

### 出於少昊金天氏
通志·氏族略載，少昊金天氏之子殷被封于尹城（今河南省宜陽縣西北、新安縣東南，一说在山西隰縣東北），任工正，被称为尹殷。他的後裔世襲工正，居于尹城，即以封邑为姓。

### 出於伊姓
東漢應劭風俗通義載：商代初年的相國伊尹（名伊摯）的後人有一支以伊尹的官職尹為姓。故這一支尹姓出自伊姓。

### 出於姞姓
周武王封尹佚于尹國，商朝时为尹方，西周史官，掌管册命臣工之事。姞姓尹氏周室婚姻之旧姓。

## 分佈與播遷
尹姓发源于河南、山西、陝西一带。西汉時尹姓已發展到河北、山东、陕西。兩漢之際遷入江浙一帶和貴州、廣西等地。魏晉南北朝時，秦州天水郡尹氏繁盛一時。隋唐時，尹姓已遍佈全國，冀州河間郡亦成為尹姓郡望。明洪武、永乐年间，山西洪洞縣大槐树的尹姓族人曾遷徙到華北各省因戰亂而人口銳減的地區。清代，有尹姓族人渡海入台灣。
宋朝靖康之難，尹氏因為護駕南下有功，被封為東莞縣令，促使尹氏族群移居東莞，香港尹氏多數源自這支分流。
當代尹姓在湖南、四川、湖北分佈較多，三省尹姓人口約占全國漢族尹姓人口的百分之四十。

## 郡望與堂號
尹姓以天水郡、河閒郡为郡望。
尹姓的堂號有和靖堂、天水堂、文和堂等等。
東晉時後秦姚興任用天水人尹緯為司徒，尹氏一門遂為天水望族。宋人尹焞號和靖處士，故以和靖為堂號。

## 漢族以外的尹姓
尹姓也是回族、滿族、苗族、壮族的姓氏。
尹姓也是韓國與朝鮮的朝鮮民族、越南的越族（中國稱爲京族）使用的姓氏。在韓國和朝鮮，尹姓是十大姓之一，較為著名的家族有坡平尹氏。

## 延伸阅读
[在维基数据编辑]
 《百家姓》
 《欽定古今圖書集成·明倫彙編·氏族典·尹姓部》，出自陈梦雷《古今圖書集成》